# Streichquintett (Bruckner)
Anton Bruckner komponierte sein Streichquintett in F-Dur, WAB 112, in den Jahren 1878 und 1879.

## Entstehung
Anton Bruckner komponierte sein Streichquintett (WAB 112) in den Jahren 1878 und 1879.

„After the enormous effort of the Fifth Symphony and the simultaneous revision of nearly all of his other major works, all accomplished by 1878, Bruckner regrouped his resources by undertaking new works on a deliberately smaller scale, in which he stylistic resources could continue to develop in more intimate and controllable dimensions.“

„Nach dem enormen Aufwand der Fünften Symphonie und der gleichzeitigen Überarbeitung fast aller seiner anderen Hauptwerke, die alle bis 1878 vollendet waren, gruppierte Bruckner seine Ressourcen neu, indem er neue Werke in bewusst kleinerem Maßstab in Angriff nahm, in denen sich seine stilistischen Ressourcen in intimeren und kontrollierbareren Dimensionen weiterentwickeln konnten.“

In einem Brief vom 9. Dezember 1878 an Wilhelm Tappert in Berlin erwähnt er ein neues Werk, an dem er gerade arbeitete: „Gegenwärtig schreibe ich ein Streichquintett in F-Dur, da mich Hellmesberger wiederholt u eindringlichst ersucht hat, der bekanntlich für meine Sachen schwärmt.“ Im Autograph ist die Entstehung der einzelnen Sätze datiert: Am Anfang des zweiten Satzes steht als Datum 6. April 1879, an dessen Ende 31. März 1879, am Ende des dritten Satzes 12. Juli 1879 und am Ende des vierten Satzes 25. Juni 1879. Der erste Satz trägt am Ende die Jahreszahl 1879. Bereits in dem angeführten Brief an Tappert deutet Bruckner somit den Anlass der Werkentstehung an. Der Wiener Violinist und Dirigent Joseph Hellmesberger hat offensichtlich den Ausschlag gegeben, dass Bruckner überhaupt die Komposition eines größeren Kammermusikwerkes in Angriff nahm.
In einem Brief an den Florianer Priester und Regens Chori Ignaz Traumihler berichtet Bruckner über die Fertigstellung seines Streichquintetts und hofft zugleich auf die baldige Uraufführung durch Joseph Hellmesberger: „Mein Quintett ist fertig! Hofkapellm. Hellmesberger ist ganz aus den Fugen vor Freude, u wills aufführen. Er ist total umgeändert, u zeichnet mich riesig aus.“ Tatsächlich hatte Hellmesberger jedoch mit der Uraufführung gezögert. Der Bruckner Biograf August Göllerich merkt hierzu an: „Wie beim Genie jeder Eindruck ins Riesenhafte umgewertet wird, so scheint Bruckner auch einige verbindliche Worte Hellmesbergers über das nun vollendete Quintett gar zu ernst genommen zu haben.“ Und Göllerich schreibt weiter: „Obwohl Hellmesberger zuerst den Meister nicht genug zur Vollendung drängen konnte, bekam er, als es für die Abende seines Quartettes angesetzt war, ‚regelmäßig Fingerschmerzen’. Bachrich [der erste Bratschist]‚ beteuerte seinem ‚Herrn und Meister’ [gemeint ist Hellmesberger]: ‚wir werden ausgelacht’ und das Werk ward ‚abgesetzt’.“ — Das Hellmesberger-Quartett konnte dann auch die Uraufführung für sich nicht in Anspruch nehmen. Stattdessen spielte das vergrößerte Winkler-Quartett (Julius Winkler, Carl Lillich, Hans Kreuzinger, Julius Desing, Theodor Lucca) auf Initiative des Bruckner-Verehrers Josef Schalk das Streichquintett das Werk zum ersten Mal am 17. November 1881 im Bösendorfer-Saal des Musikvereins Wien in einem „Internen Abend“ des Akademischen Wagner-Vereins. Allerdings hatte man den Finalsatz damals weggelassen. Nach dem Ende der Generalprobe eilte Bruckner dem Kritiker Eduard Hanslick hinterher: „Bruckner erschöpfte sich in Danksagungen ‚für die hohe Ehre’ und machte, sehr zum Ingrimm seiner Freunde, die es dann auch an einer gehörigen Reprimande nicht fehlen ließen, den Versuch, Hanslick die Hand zu küssen! Auch diese Szene wird mir unvergeßlich sein. Weit entfernt sie komisch zu finden, hatte ich den Eindruck des Rührenden, Ergreifenden.“ Schließlich erfolgte erst am 8. Januar 1885 die erste vollständige Aufführung mit dem Hellmesberger-Quartett (Joseph Hellmesberger senior, Joseph Hellmesberger junior [jeweils Violine], Josef Maxintsak [Bratsche], H. Kupka [Bratsche], Ferdinand Hellmesberger [Violoncello]).

## Drucklegung
Bruckner fand zunächst keinen Verleger für sein neues Werk: „Alle Bemühungen des Meisters und seiner Verehrer, dafür in Wien einen Verleger zu finden, blieben erfolglos“. Auch die Bemühungen des Dirigenten Hans Richter, einen Verleger in England zu finden, scheiterten. Erst der Bruckner-Schüler Josef Schalk erreichte beim Wiener Verleger Alfred Gutmann eine Herausgabe des Streichquintetts, wobei zugleich Schalks eigene vierhändige Klavierfassung sowie sein Klavier-Arrangement des langsamen Satzes für den Druck vorgesehen waren.

## Rezeption
Während die Wiener Kritiker Gustav Dömpcke, Max Kalbeck und Eduard Hanslick bezüglich des Streichquintetts abweisend bis feindselig reagierten, priesen die Bruckner-Verehrer Theodor Helm und Ludwig Speidel die Originalität und Klangschönheit des neuen Werks. So betonte Theodor Helm im Jahr 1884: „Während das Finale des Bruckner’schen Quintetts — wenigstens ist der Effect so bei erstmaligen Hören — bedenklich abfällt, sind die drei übrigen Sätze im höchsten Grade interessant, und zwar besonders durch die glückliche und originelle Erfindung der Motive. ...Die Perle des Quintetts aber ist das Adagio (in Ges-Dur), eines der edelsten, verklärtesten, zartesten und klangschönsten, die in neuerer Zeit überhaupt geschrieben wurden [...]. Welch’ überschwänglich inniger, in einem wahrhaft ‚unendlichen’ Zuge dahinströmender Gefühlserguß! Dieses Adagio wirkt ungefähr so, als wäre es ein erst jetzt in Beethovens Nachlaß gefundenes, aus der letzten Zeit des Meisters stammendes und von dessen vollster Inspiration beseeltes Stück. Das ist wohl das höchste Lob, das über die Komposition eines lebenden Tonkünstlers gesagt werden kann, und wir scheuen uns nicht, es auszusprechen.“

## Sätze

### Erster Satz (Gemäßigt)
Der Erste Satz im ¾-Takt ist geprägt durch das von der Ersten Violine vorgetragene, „in das terzverwandte Des-Dur abweichende, echt romantische Hauptthema.“ Nach einem kurzgliedrigen Überleitungsgedanken folgt die Gesangsperiode in Fis-Dur. In der Durchführung wird das Hauptthema im „Charakter einer freien Improvisation“ weiter verarbeitet und modifiziert. Nach einer Generalpause beginnt eine Scheinreprise, in denen das Hauptthema enggeführt wird, bis schließlich die erste Violine zur eigentlichen Reprise überleitet.

### Zweiter Satz (Scherzo. Schnell)
Das Scherzo im ¾-Takt, das „am ehesten noch mit dem Scherzo der ‚Fünften’ Familienähnlichkeit [auch Tonartgleichheit] zeigt“, differiert zu den ansonsten üblichen Orchester-Scherzi von Bruckners Symphonien. Ein Ländlerthema, vorgetragen in der Zweiten Violine, bildet den eigentlichen Kerngedanken des leichtfüßig wirkenden Werkes, kontrastiert durch eine klassisch- verspielte Gegenstimme der Ersten Violine. Den Mittelteil fordert Bruckner „beinahe Andante“ zu nehmen. Einen nochmalige Verlangsamung führt fast zum Stillstand, bis der ursprünglich Hauptgedanke erneut eine zentrale Bedeutung erlangt. Auffallend sind die zahlreichen harmonischen Halbtonrückungen von d-Moll nach Des-Dur.

### Dritter Satz (Andante [Adagio])
Während der Kopfsatz und das Finale in F-Dur, das Scherzo in d-Moll und das Trio in Es-Dur stehen, hebt der Dritte Satz (4/4-Takt) in Ges-Dur (untere Grossterz zu F-Dur) an. Das Hauptthema, vorgetragen von der Ersten Violine, wird ohne Vorbereitung direkt gesetzt und strömt breit einher. Auf dem gleichbleibenden Achtelpuls von Zweiter Violine und Zweiter Viola erklingt ein neuer Gedanke als Umkehrung des Hauptthemas. Im Durchführungsteil wird eine abwärts perlende Sechzehntel-Figur immer weiter gesteigert, bis es zu einer zunehmenden Klangballung kommt. Nach einer Fermate beginnt erneut eine Steigerungswelle, die bis zu einem Höhepunkt im dreifachen Fortissimo führt — gefolgt von einem zarten Epilog.

### Vierter Satz (Finale. Lebhaft bewegt)
„Sicher ist dieses Finale eines der merkwürdigsten im Schaffen des Meisters. Zunächst ist seine Tonart ganz verschleiert, doch ist bei des Meisters Tonalitätssinn nichts anderes anzunehmen, als daß es zur Haupttonart des Werkes zurückstrebt.“ erklären die Bruckner-Biografen Max Auer und August Göllerich und empfehlen „bei Aufführung des Werkes das Finale unmittelbar dem Adagio folgen zu lassen.“ Dem ¾-Takt des Ersten Satzes wird der 4/4-Takt des Finalsatzes gegenübergestellt. Über einem pulsierenden Orgelpunkt Des ertönt das quartenhaltige Hauptmotiv in der Zweiten Violine. Erste Bratsche und Erste Violine antworten mit einer weitschwingenden melodischen Phrase. Auffallend ist der häufige Gebrauch von Sexten in der ländlerartigen Achtelfigur der Ersten Bratsche, die auf die Linie der Zweiten Violine und des Violoncellos des ersten Teils zurückzuführen ist und unmittelbar auf das Trio im Scherzo Bezug nimmt. Eine luftige Gegenstimme der Ersten Violine drängt dabei spielerisch unaufhaltsam nach oben. Das eigentliche Durchführungsthema wird zum Ausgangspunkt einer Fuge, dessen Thema mit einer prägnanten Triolenfigur kontrastiert wird. Schließlich folgt die Reprise in Des-Dur. Die Coda bildet einen jubelnden Abschluss.

### Intermezzo d-Moll
Joseph Hellmesberger, auf dessen Initiative die Entstehung des Streichquintetts zurückging, lehnte das von Bruckner ursprünglich vorgesehene Scherzo ab und „verlangte als Ersatz für das Scherzo einen neuen Satz. Bruckner komponierte daraufhin ein neues Stück — das am 21. Dezember 1879 fertiggestellte Intermezzo in d-Moll, WAB 113.“ Dessen Hauptmotiv besteht aus einer wiegenden Ländler-Figur der Zweiten Violinen im ¾-Takt. Durch das gehäufte Auftreten der Tonart Ges-Dur wird ein unmittelbarer Bezug zum langsamen Satz hergestellt. In der Durchführung erfolgt eine Umbildung der Motive des ersten Teils. Das mit Moderato bezeichnete kunstvoll gearbeitete Werk wurde erst 1913 veröffentlicht und wird bei Aufführungen des Streichquintetts bisweilen als zusätzlicher Satz verwendet. Die Uraufführung erfolgte am 23. Januar 1904 durch das Fitzner-Quartett.

## Stilistische Stellung
Das Streichquintett F-Dur ist Bruckners umfangreichstes und bedeutendstes Kammermusikwerk. Hierzu betont der österreichische Musikwissenschaftler und Bruckner-Experte Leopold Nowak: „Man wird es auch weiterhin als Bruckners einzige Komposition für Kammermusik bezeichnen dürfen, denn das 1956 in der Gesamtausgabe veröffentlichte Streichquartett von 1862 ist bei aller seiner Gediegenheit in Form und Durchführung eine Studienarbeit, auch Bruckner selbst ließe es sicherlich nur als solche gelten.“
Gelegentlich wird die Nähe von Bruckners Streichquintett zu den späten Quartetten Beethovens betont. Als Bruckner sein Quintett komponierte, kannte er jedoch die späten Quartette Beethovens noch nicht — zumindest nach der Aussage des Bruckner-Forschers Max Auer, der Folgendes berichtet: „Als Göllerich nach dieser Aufführung [gemeint ist die erste Aufführung am 17.11.1881] Bruckner gestand, daß er in dem Quintett eine direkte Fortsetzung der letzten Quartett Beethovens erkennen glaube, erschrak Bruckner in seiner Bescheidenheit vor diesem Vergleich mit dem von ihm höchst verehrten Meister und erzählte ihm, daß er die letzten Quartette Beethovens leider nicht kenne. Darauf gab ihm Göllerich zu den nächsten Weihnachten die Partituren derselben zum Geschenk.“ Ernst Kurth betont: „So selbständig auch die Stimmen in ihrer Kontrapunktik leben, jenes Gefühl der Klang- und Grenzsprengung fehlt, sie streben mehr zur Dichte, zur Vereinigung, u.z. keineswegs bloß zur harmonischen Fülle, vielmehr gerade in der Kontrapunktik zu einer Gesamtspannung, die sie von ihrem krisenhaften auseinander strebenden Drang in Beethovens letzten Quartetten unterscheidet. Es ist — trotz vieler Gemeinsamkeiten — ein anderes Grundgefühl, durchaus von symphonischer Einheit geleitet, die ja auch bei Bruckner schon eine wesentlich andere ist als bei Beethoven.“

## Widmung
Das Werk ist „Sr. Königl. Hoheit dem Herzoge Max Emanuel in Bayern in tiefster Ehrfurcht gewidmet.“ Bruckner erhielt zum Dank von dem bayerischen Herzog eine Anstecknadel. Die Wahl einer entsprechend hochgestellten Persönlichkeit als Widmungsträger zeigt die Bedeutung, die Bruckner seinem Streichquintett beimisst. Der Bruckner-Forscher und Organist Erwin Horn zeigt, dass Bruckner mit seinen Widmungen „eine Stufe um die andere in der nach oben offenen Rangordnung“ erklomm. Bruckner stellt damit — was die Bedeutung betrifft — sein Streichquintett auf die Stufe der Symphonien.

## Besetzung
Bruckners Streichquintett in F-Dur ist für zwei Violinen, zwei Violen und ein Violoncello komponiert. Durch die hinzutretende zweite Bratsche wird vor allem der mittlere Bereich des Streicherspektrums besonders hervorgehoben und verstärkt.

## Diskografie
Es gibt etwa 60 Aufnahmen des Streichquintetts. Die erste Aufnahme erfolgte 1937 durch das Prisca-Quartett.
Hervorragende Einspielungen sind laut Hans Roelofs u. a. die von Keller-Quartett, Koeckert-Quartett, Amadeus-Quartett, Quintett der Wiener Philharmoniker, Melos Quartett, Raphael Quartet, L’Archibudelli, Wiener Streichquintett, Leipziger Streichquartett, Fine Arts Quartet und Bartholdy-Quintett.
- Koeckert-Quartett, Georg Schmid (2. Bratsche). Anton Bruckner - String Quintet, F major. LP: DG LPM 18042, 1952; auf CD übertragen: Forgotten Records (France) fr 225
- Keller-Quartett, Georg Schmid (2. Bratsche). Anton Bruckner - Complete Chamber Works. LP: Da Camera magna SM 92707/8, 1962; auf CD übertragen: Musical Heritage Society MHS 1363/4
- Amadeus-Quartett, Cecil Aronowitz (2. Bratsche). Bruckner - Streichquintett F-Dur. LP: DG LPM 18963, 1964; auf CD übertragen: DG (Japan), DG 477 573 9
- Quintett der Wiener Philharmoniker. Bruckner - String Quintet in F major, Intermezzo in D minor for string quintet. LP: Decca STS 15400, 1974; transferred ohne Intermezzo to CD: Decca 430 296-2
- Melos Quartett, Enrique Santiago (2. Bratsche). Bruckner - Streichquintett F-Dur. CD: Harmonia Mundi HMC 901421, 1992
- Raphael Quartet, Prunella Pacey (2. Bratsche). Bruckner: String Quintet; Rondo; Intermezzo. CD: Globe 5078, 1992
- L’Archibudelli. Anton Bruckner: String Quintet. Intermezzo. Rondo. String Quartet. CD: Sony Classical Vivarte SK 66 251, 1994 – auf historischen Instrumenten
- Wiener Streichquintett, Bruckner: String Quintet in F, Intermezzo in D. CD: Camerata 30CM-399, 1994
- Leipziger Streichquartett, Hartmut Rohde (2. Bratsche). Bruckner: String Quintet F major / String Quartet C minor. CD: MDG 307 1362-2, 2005.
- Fine Arts Quartet, Gil Sharon (2. viola). Bruckner: String Quintet in F Major / String Quartet in C Minor. CD: Naxos 8.570788, 2007
- Hyperion Ensemble, Five to six. CD: paladino music pmr 0021 – 2008 mit Schuberts Fantasie in f-Moll, D 940B – Bearbeitung von F. Lermer für Streichsextett
- Fitzwilliam Quartet, James Boyd (2. Bratsche). Anton Bruckner: String Quintet / String Quartet. CD: Linn LC 11615, 2011 – auf historischen Instrumenten
- Bartholdy Quintett, Bruckner – Zemlinsky String Quintets – CD: CAvi Music 8553348, 2013

### Einrichtungen und Bearbeitungen
Obwohl Bruckners Streichquintett primär ein Kammermusikwerk darstellt, haben die symphonischen Aspekte dieses Werks verschiedene Verfasser zu Bearbeitungen für diverse Besetzungen inspiriert.
Hans Stadlmair hat das Streichquintett für eine chorische Aufführung eingerichtet und dabei auch Kontrabässe hinzugefügt. Gottfried Kraus führt hierzu an: „Lediglich die zusätzliche Verwendung der Kontrabässe schafft neue Ausdrucksmöglichkeiten, der große Streicherklang läßt uns in Bruckners unverwechselbarer Sprache auch die Vorbilder, nicht zuletzt den Einfluß Richard Wagners deutlicher erkennen, als das in der vergleichsweise spröderen kammermusikalischen Fassung der Fall ist.“ Das Werk wurde u. a. von den Bamberger Symphonikern (Dirigent: Lothar Zagrosek) eingespielt. Die CD ist 1995 beim Label Orfeo International Music GmbH, München (C348951A) erschienen.
Peter Stangel hat das Werk für Kammerensemble bearbeitet: „Stangel erweiterte das solistische Streichquintett um Kontrabass, Holzbläser und zwei Hörner zu einer veritablen ‚Kammersinfonie’“ und hat seine Bearbeitung mit dem Kammerensemble „Die Taschenphilharmonie“ aufgenommen. Die CD (Live-Mitschnitt) ist 2007 beim CD-Label Solo Musica herausgekommen.
Gerd Schaller hat eine Adaption für großes Orchester (zweifache Holzbläser, vier Hörner, zwei Trompeten, drei Posaunen, Pauken und Streicher) vorgenommen: „Die Orchesterfassung zeigt auf, dass der Bruckner-Stil gattungsübergreifend dank seiner genialen, höchst individuellen Kunstausprägungen grundsätzlich besteht, was im Falle dieser Quintett-Bearbeitung zum Gewinn einer neuen symphonischen Dimension für den großen Konzertsaal führt.“ Die CD-Einspielung mit dem Radiosymphonieorchester Prag (Dirigent: Gerd Schaller) ist 2018 beim Label Profil Edition Günter Hänssler erschienen (PH16036).
Vom langsamen Satz existieren verschiedene Einrichtungen für Streichorchester von:
- Fritz Oeser, eingespielt u. a. vom Deutschen Symphonie-Orchester Berlin (Dirigent: Vladimir Ashkenazy), CD-Label Ondine, 1998.
- Stanislaw Skrowaczewski, eingespielt u. a. vom Radiosymphonieorchester Saarbrücken (Dirigent: Stanislaw Skrowaczewski), CD-Label Arte Nova Classics.
- Michael Erxleben, eingespielt vom Konzerthaus Kammerorchester Berlin (Dirigent: Michael Erxleben), CD-Label CuGate Classics (CGC013), 2014.

Weitere Bearbeitungen des langsamen Satzes erfolgten für unterschiedliche Besetzungen:
- Erwin Horn, Fassung für Orgel, Notenausgabe erschienen bei Breitkopf & Härtel, Wiesbaden (ED 8484), CD-Einspielung mit Winfried Bönig (Orgel), Label Ursina Motette (MOT 13254), LP-Einspielung mit Erwin Horn, LP: Label Mitra 16170.
- August Humer, Fassung für Orgel, CD-Einspielung mit August Humer, Extempore Records (280131), 2000.
- Hans-André Stamm, Fassung für Blechbläser und Orgel, CD-Einspielung mit dem Ludwigsburger Blechbläserquintett und Winfried Bönig (Orgel), Label ambitus, (Nummer 97873), 1991.